# Anders Andersson (sångare)
Anders Andersson, född 19 juni 1954, är en svensk operasångare (tenor) och pedagog.
Andersson är utbildad på Folkliga Musikskolan i Ingesund 1973–74, på Musikhögskolan i Stockholm 1974–81 och på Operahögskolan i Stockholm 1987–88.
Han sjöng Erland i de Frumeries Singoalla på Kungliga Operan och vid Nyslotts operafestival 1989. Föreställningen spelades för finsk och svensk TV. På Operan har han också framträtt som Yohyo i Bäcks Tranfjädrarna 1991 och samma år i huvudrollen i Naumanns Gustaf Wasa. Den senare har han även medverkat vid på skiva och under ett konsertant gästspel i Dresden. Han sjöng Kunz Vogelgesang i Mästersångarna i Nürnberg på. På Folkoperan har han sjungit Simson i Simson och Delila, Kejsaren i Turandot och Polybos i Oidipus av Xu-Xiao Song 1993. 1994 var han med i teaterns gästspel i England och Israel.
Som sångpedagog har han arbetat på Lilla Akademien, Musikhögskolorna i Stockholm, Arvika och Tromsø. Han har också undervisat på Kulturama, Stockholms musikpedagogiska institut och Musikinstitutet i Falun.
I Orphei Drängar var han sångpedagog under åren 1979 - 2007 och med den kören har han också framträtt som solist både i Sverige och utomlands. 
I Immanuelskyrkan, Stockholm, var han anställd som sångare och musiker under åren 1981 - 2007.
Andersson har bland annat mottagit stipendier från Musikaliska Akademien, Rune Lindström-stipendiet och Gunnar de Frumerie-stipendiet.
Från 1 augusti 2007 till 30 september 2014 var han skolchef vid Södra Vätterbygdens Folkhögskola i Jönköping. 
1 oktober 2014 tillträdde han en tjänst vid Betaniastiftelsen i Stockholm. Från 1 februari 2018 är Andersson rektor på Bromma folkhögskola.

## Roller (urval)
- Grimoaldo i Händels Rodelinda, Operhögskolan
- Kaspar i Menottis Amahl, Immanuelskyrkan
- Max i Friskytten, Operahögskolan, 1989
- Erland i de Frumeries Singoalla, 1989, Kungliga Operan
- Gunnar i Inger Wikströms Den fredlöse, Confidencen
- Gudmund i Stenhammars Gildet på Solhaug, Norrlandsoperan, 1990
- Yohyo i Bäcks Tranfjädrarna, 1991, Kungliga Operan
- Gustaf Wasa i Naumanns Gustaf Wasa, 1991, Kungliga Operan
- Simson i Simson, Folkoperan, 1991
- Kunz Vogelgesang i Mästersångarna i Nürnberg, 1993, Kungliga Operan
- Kejsaren i Turandot, 1993, Folkoperan
- Polybos i Oidipus av Xu-Xiao Song, 1993, Folkoperan

## Diskografi (urval)
- Singoalla (broder Henrik) av Gunnar de Frumerie, Caprice 22023, 1988.
- Det kom ett brev, Swedish Boquet, Bis, 1992.
- Gustaf Wasa av Johann Gottlieb Naumann, Virgin Classics, 1995.
- Bach Händel Schütz, Proprius, 1995.
- Requiem av Otto Olsson, Caprice, 1998.
- Ett barn i Guds famn, 2011.
- Jul, jul …, Signatur, Distribution Naxos, år okänt.